# Christian Clausen
Christian Clausen, född 6 mars 1955 i Köpenhamn, är en dansk bankman. Han tillträdde som koncernchef och vd i Nordea 2007. Clausen är utbildad ekonomie magister vid Köpenhamns universitet. Han verkade åren 2000–2007 som chef för Nordea Asset Management. Han är "Riddare av Dannebrogen" sedan 2010.
Han var röstkontrollant för Eurovision 1993-1995.